# فرودگاه اناروتالی
فرودگاه اناروتالی (به انگلیسی: Enarotali Airport) (به زبان بومی: Bandar Udara Enarotali) یک فرودگاه با کد یاتا EWI است . این فرودگاه در کشور اندونزی قرار دارد .